# Paul Regnaud
Paul Regnaud (19 avril 1838 - 18 novembre 1910) est un linguiste et indianiste français.

## Biographie
Né le 19 avril 1838 à Mantoche, dans la Haute-Saône, mort à Sanary-sur-Mer, dans le Var, en 1910. Fils d'un greffier de justice de paix. En 1868, il entra à l'École des Hautes-Études, dont il obtenait le diplôme en 1873. Il fut mobilisé aux avant-postes du Grand-Montrouge, pendant le siège de Paris.
Il collabore à l’Indépendant de la Haute-Saône, puis en 1876, à la Démocratie Franc-Comtoise, dont il fut rédacteur en chef pendant 2 ans. Le 1er février 1879, il fut nommé maître de conférence à la faculté des lettres de Lyon, pour enseigner la grammaire générale et le sanskrit.
Il soutint une thèse de doctorat sur la Rhétorique sanscrite, suivie de textes inédits, en 1884. Il fut titulaire de la chaire de sanskrit à l’Université de Lyon créée pour lui en 1887. Il fut ensuite assesseur du Doyen, puis membre du Conseil de l’Université. En plus de son activité universitaire, il collabore aussi à la La Revue socialiste fondé par Benoît Malon. Il y publie des articles, dont un, intitulé "Les traditions indo-européennes et prétentions juives."
Il fut nommé en 1903 chevalier de la Légion d'honneur. Il fut conseiller général pour le canton d'Autrey, en Haute-Saône.

## Œuvres
- Matériaux pour servir à l’histoire de la philosophie de l’Inde (2 vol., 1876)
- Le Chariot de terre cuite (Mricchakatika) drame sanscrit attribué au roi Cûdraka, traduit et annoté des scolies inédites de Lallâ Dîkshita (4 vol., 1876)
- Essais de linguistique évolutionniste (1886)
- Mélanges de linguistique indo-européenne (1885)
- Le Rig-Véda et les origines de la mythologie indo-européenne (1889)
- Principes généraux de linguistique indo-européenne (1890)
- Les Premières Formes de la religion et de la tradition dans l’Inde et la Grèce (1894)
- Éléments de grammaire comparée du Grec et du Latin, d'après la méthode historique inaugurée par l'auteur (2 vol., 1895)
- Comment naissent les mythes : les sources védiques du Petit Poucet, la légende hindoue du déluge, Purūravas et Urvaçī, avec une lettre dédicace à M. Gaston Paris et un appendice sur l'état actuel de l'exégèse védique, Paris, Félix Alcan, coll. «Bibliothèque de philosophie contemporaine» (1897)
- Précis de logique évolutionniste : l'entendement dans ses rapports avec le langage, Paris, Félix Alcan, coll. «Bibliothèque de philosophie contemporaine» (1897)
- Études védiques et post-védiques (1898)
- Dictionnaire étymologique du latin et du grec dans ses rapports avec le latin d'après la méthode évolutionniste, linguistique indo-européenne appliquée (1908)

## Sources
- Bulletin de la Société des amis de l'Université de Lyon, Internet Archive